# Gefälligkeitsstempel
Ein Gefälligkeitsstempel ist eine Abstempelung einer Briefmarke auf Wunsch eines Sammlers. Die betroffene Briefmarke gelangt dabei nicht zum postalischen Einsatz. 
Ersttagsstempel gelten dabei nicht als Gefälligkeitsstempel, da diese von offizieller Stelle ohne besonderes Ersuchen des Sammlers gemacht werden.
Insbesondere an speziellen Daten (sogenannte Schnapszahlen, zum Beispiel 8. 8. 2008) werden solche Abstempelungen häufig gewünscht. Ein weiterer Fall für Gefälligkeitsabstempelungen sind die Poststempel von Sonderpostämtern (wie den Weihnachtspostämtern, so im österreichischen Weihnachtspostamt Christkindl).